# 2021 en santé et médecine
| Années de la santé et de la médecine : 2018 - 2019 - 2020 - 2021 - 2022 - 2023 - 2024    |
| Décennies de la santé et de la médecine : 1990 - 2000 - 2010 - 2020 - 2030 - 2040 - 2050 |

Le début de l'année 2021 est marquée par la poursuite de la pandémie de COVID-19 provoquée par le coronavirus SARS-CoV-2, et l'apparition et la propagation de variants de ce virus, et des campagnes de vaccination qui y sont liées.

## Évènements

### Pandémie de Covid-19
- 15 janvier : selon le décompte de l'Organisation mondiale de la santé, la barre des 2 millions de morts dans le monde causés directement par la Pandémie de Covid-19 est dépassée[1] ;
- 26 janvier : le recensement par l'Agence France-Presse des cas de covid-19 officiellement confirmés dépasse les 100 millions depuis le début de la pandémie (100 010 798 cas officiellement confirmés dont 2 151 242 décès)[2].
- 17 février : dans le nord du Brésil, Aruká, dernier membre masculin du peuple indigène du Brésil des Jumas, déjà proche de l'extinction depuis une série de massacres menés par des milices payées par des entreprises qui voulaient exploiter leurs terres dans les années 1960, meurt du covid-19, ne laissant que ses 3 filles comme seules survivantes de la tribu[3].
- 17 avril : plus de 3 millions de morts du Covid-19 ont été officiellement recensés dans le monde depuis sa découverte en Chine en décembre 2019, selon un comptage réalisé par l'AFP à partir de bilans fournis par les autorités de santé[4].
- 6 juillet : le tocilizumab est recommandé par l'OMS en complément de la dexaméthasone dans les formes sévères de la maladie.
- 7 juillet : la barre des 4 millions de décès à cause du covid-19 officiellement répertoriés est dépassée, et le bilan réel est  "très certainement" sous-évalué selon Tedros Adhanom Ghebreyesus, le directeur de l'Organisation mondiale de la santé, alors que depuis quelques semaines le variant delta du SARS-CoV-2 a fait repartir les contaminations à la hausse dans de nombreux pays[5].
- 11 juillet : la biologiste moléculaire belge Anne Vankeerberghen rend public le cas d'une nonagénaire - admise à l'hôpital OLV d'Alost le 3 mars 2021 et décédée du covid-19 le 8 mars - infectée simultanément par deux variants du SARS-CoV-2, l'alpha ("« variant britannique ») et le beta (« variant sud-africain »), ce qui en fait l'un des premiers cas documentés et le premier cas confirmé de coinfection par deux variants préoccupants — il y a deux autres cas suspects au Brésil signalés en janvier 2021 et dont la confirmation était toujours en cours en juillet[6].
- 10 septembre : Agnès Buzyn, la ministre de la santé en fonction au début de la pandémie, est mise en examen pour « mise en danger de la vie d’autrui » et placée sous le statut de témoin assisté pour les faits d’« abstention de combattre un sinistre »[7].
- 11 novembre : le REGN-COV2 et le Regdanvimab, reçoivent une autorisation de mise sur le marché européen[8].
- 6 décembre : l'AEM recommande d'élargir l’indication du tocilizumab aux « patients Covid-19 qui reçoivent un traitement systémique avec des corticostéroïdes et nécessitent une supplémentation en oxygène ou une ventilation mécanique »[9].

### Autres évènements
- 13 janvier : la première greffe des deux bras et des deux épaules jamais faite est effectuée par quatre équipes médicales, mobilisant cinquante personnes dont douze chirurgiens, à l'hôpital Édouard-Herriot sur un patient islandais, Felix Gretarsson, à Lyon en France[10],[11].
- 20 février : la Russie a annonce avoir détecté le premier cas au monde de transmission à l'être humain de la souche H5N8 de la grippe aviaire, ajoutant avoir informé l'Organisation mondiale de la santé de cette « découverte importante ».
- 27 mai : un vétérinaire chinois de 53 ans décède de l'herpès B, une maladie du Macaque qu'il a contractée lors de la dissection d'un animal mort[12].
- 17 juin : 
  - le Secrétariat à la Santé du Mexique annonce la fin de l'objection de conscience quant à l'avortement, l'assimilant à un refus de soin puisque de fait seul l'avortement thérapeutique est légal dans la grande majorité du Mexique, et prévoit des sanctions envers les médecins et infirmiers qui refuseraient d'en pratiquer un sur une femme qui en aurait besoin[13].
  - communiqué de l'American Association for Cancer Resarch selon lequel une consommation importante de viande rouge peut favoriser une alkylation de l'ADN impliquée dans le cancer colorectal[14],[15].
- 22 juin : identification par une équipe marocaine du gène SDR42E dont une mutation est à l'origine d'une maladie rare, le syndrome génital oculocutané.
- 24 juin : référendum à Gibraltar, l'avortement est légalisé à presque 63 % des voix.
- 29 juin : publication d'une étude identifiant une forme ancestrale de la bactérie Yersinia pestis chez un chasseur-cueilleur daté d'environ 5 000 ans (Lettonie)[16].
- 30 juin :
  - le Congrès de l’État d’Hidalgo adopte la loi sur « les soins de santé en matière d’interruption légale de grossesse », en faisant le troisième État du Mexique où l'IVG non thérapeutique devient légal[17].
  - l'INSERM annonce l'identification d'un biomarqueur sanguin permettant d'évaluer le risque lié à l’alimentation de développer une DMLA[18].
  - Communiqué selon lequel l’expertise menée par l'INSERM conduit à une « présomption forte » de lien entre exposition professionnelle aux pesticides et six maladies graves[19].
- 1er juillet : 
  - publication d'une étude suggérant une origine auto-immune de la fibromyalgie[20].
  - publication des résultats de l’étude ESTEBAN montrant que 97 à 100 % des Français (adultes et enfants) sont contaminés aux éléments-traces métalliques avec des taux supérieurs ou égaux à ceux relevés en 2006-2007[21].
  - communiqué de l'INSERM révélant le rôle crucial des astrocytes dans la fermeture de la période de plasticité cérébrale qui suit la naissance[22].
- 2 juillet : identification d'une mutation du gène CD28 (en) impliquée dans la maladie dite de l'homme-arbre[23].
- 7 juillet : le vaccin contre le chikungunya VLA1553 de Valneva (en phase III d'essai cliniques) obtient le statut de « traitement de rupture » de la FDA[24].
- 15 juillet : publication d'une étude du neurochirurgien Edward Chang selon laquelle une « neuroprothèse vocale » permet à un homme devenu aphasique après un AVC de communiquer par phrases (avec un vocabulaire de 50 mots)[25].
- 18 juillet : première vente et première utilisation en dehors d'un essai clinique d'un cœur artificiel Aeson (mis au point et vendu par la société française Carmat), implanté le jour-même avec succès par l’équipe de Ciro Maiello au centre hospitalier de Naples, sur un patient italien[26].
- 20 juillet : l'ANSES recommande d’inclure « 18 principes actifs de médicaments anticancéreux à l’arrêté français fixant la liste des substances, mélanges ou procédés cancérogènes au sens du code du travail »[27].
- 21 juillet :
  - l'INSERM met en évidence une détérioration des cellules ciliées et une inhibition du mécanisme de clairance mucociliée des voies respiratoires par le SARS-CoV-2[28].
  - en France, la Cour des comptes émet un rapport critique concernant l'efficacité des complémentaires santé[29].
- 27 juillet : les recherches sur les prions sont temporairement suspendues en France après deux décès de la maladie de Creutzfeldt-Jakob parmi les équipes de recherche de l'INRAE de Toulouse[30],[31],[32],[33].
- le 9 aout : un premier cas de maladie à virus de Marburg est détecté en Afrique de l'Ouest après le décès d'un patient en Guinée[34].
- le 13 aout : le Ticovac de Pfizer, seul vaccin contre l'encéphalite à tiques, est approuvé par la FDA[35].
- le 23 septembre : la reprise de l'épidémie de fièvre Ebola au premier semestre 2021 en Guinée serait due à une relance des contaminations d'origine humaine par une personne guérie[36].
- 25 septembre : une greffe des deux bras est pratiquée à Kochi, au Kerala (Inde) ; l'opération, qui a duré 14 heures et nécessité 14 chirurgiens, a été facilitée par l'utilisation d'hémoglobine issue du ver marin arénicole. Cette technologie, développée par la société bretonne Hemarina, est utilisée pour améliorer la conservation des greffons[37].
- le 6 octobre : l'OMS « recommande l’utilisation généralisée du vaccin antipaludique RTS,S/AS01 (RTS,S) chez les enfants en Afrique subsaharienne et dans d'autres régions où la transmission du paludisme à P. falciparum est modérée ou forte[38] ».

## Décès
- 6 juillet : Axel Kahn, généticien et essayiste né en 1944, Président de la  Ligue nationale contre le cancer.
- 10 juillet : Jean-Michel Dubernard, médecin né en 1941, pionnier des greffes.